# Alex Higgins
Alex Higgins (Belfast, 18 de marzo de 1949-Belfast, 24 de julio de 2010) fue un jugador de snooker norirlandés.

## Biografía
Nació en la ciudad norirlandesa de Belfast en 1949. Llegó a cuatro finales del Campeonato Mundial de Snooker, y ganó dos: 37-31 contra John Spencer en la de 1972, 16-27 ante Ray Reardon en la de 1976, 16-18 contra Cliff Thorburn en la de 1980 y 18-15 frente a Reardon de nuevo en la de 1982. Entre sus otros triunfos, se cuentan el Masters de 1978 y el de 1981 y el Campeonato del Reino Unido de 1983. Fue, asimismo, subcampeón del Campeonato del Reino Unido de 1984 (8-16 contra Steve Davis), del Grand Prix de 1988 (6-10, también ante Davis) y del Abierto Británico de 1990 (8-10 contra Bob Chaperon). Falleció en su ciudad natal en 2010.